# Johann Martin Metz

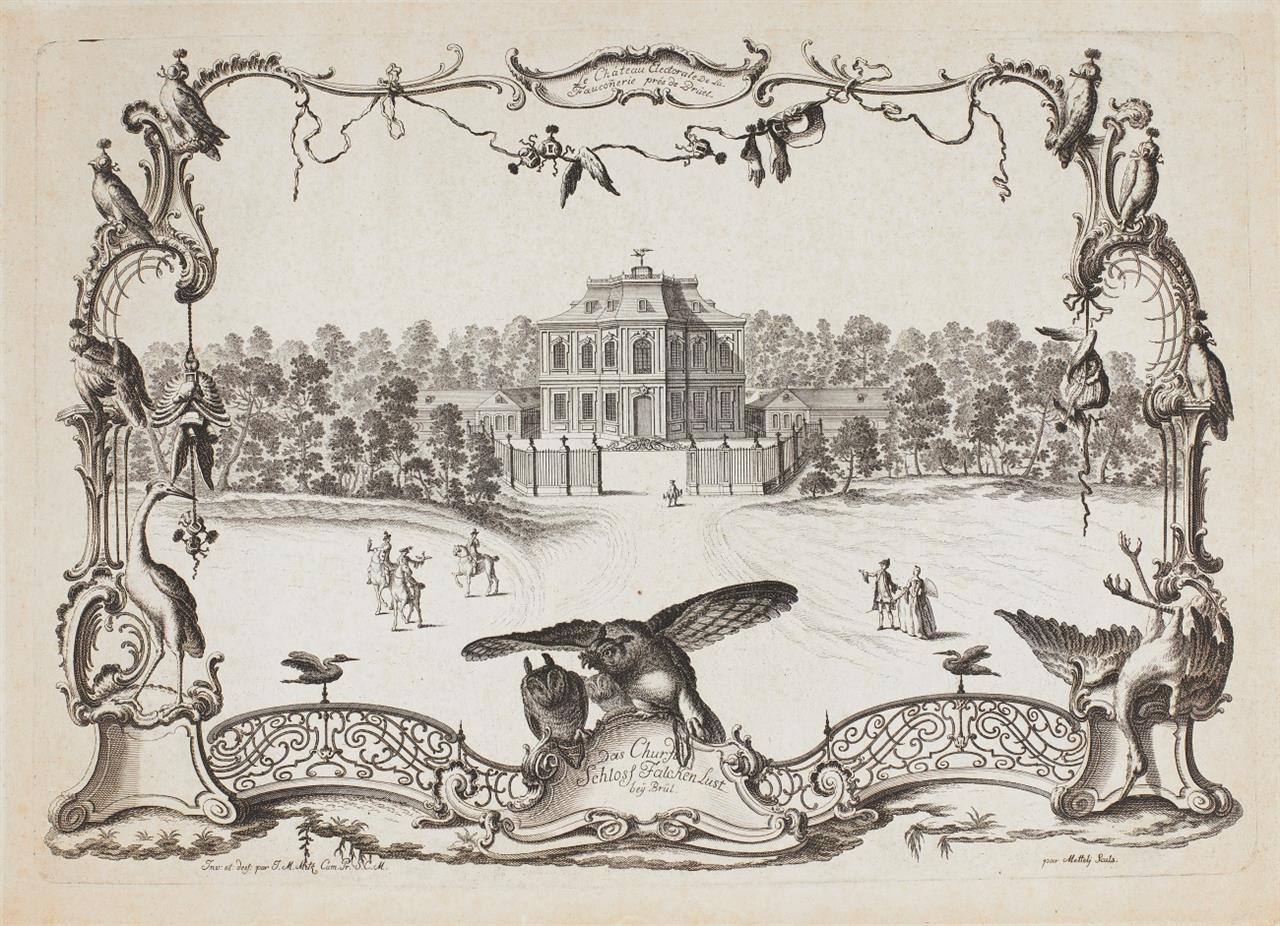
Schloss Falkenlust; Kupferstich nach Johann Martin Metz

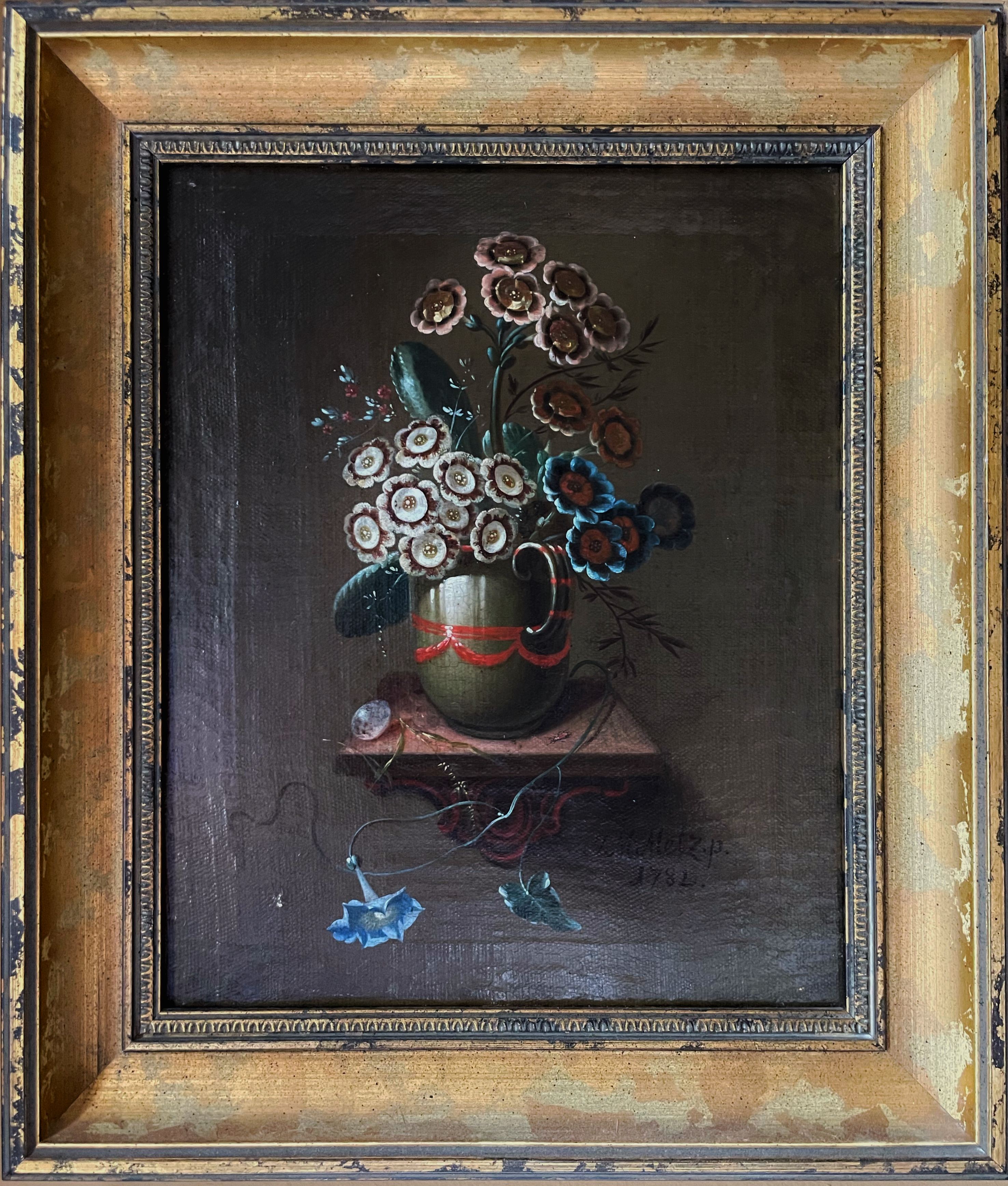
Flowers in ceramic cup on a pedestral, fully signed and dated 1782, oil on canvacs, 31 cm × 24 cm.

Johann Martin Metz (* 1717 oder um 1730 in Bonn; † um 1790 vermutlich in Köln) war ein deutscher Maler und Zeichner.

## Leben
Metz wurde am 29. November 1717 getauft. Er war ab 1740 Hofmaler des Kölner Kurfürsten Clemens August und war an der Ausstattung dessen Schlösser in Bonn und Brühl beteiligt. Am 27. Mai 1768 schrieb er sich in die Malerzunft zu Köln ein und am 1. Januar 1771 gab er bekannt, dass er als Kurkölnischer Hofmaler in der St. Severinstraße nahe der Kirche St. Johann wohne und eine Akademische Zeichenschule nach venetianischer Art eingerichtet habe, in der er die Figuren-, Landschafts-, Blumen- und Früchtmalerei unterrichtete. Dort wurden auch Kurse im Brodieren (Verzieren) und Sticken für junge Damen und Herren angeboten.
Seine bevorzugten Motive waren Blumenstillleben. Zu seinen Hauptwerken ist eine Serie von 10 Supraporten-Gemälden im Obergeschoss von Schloss Benrath zu zählen, die allegorische Stillleben darstellen. Mit seinem Sohn Conrad Martin Metz (Maler und Kupferstecher, 1755–1827) und seiner Tochter und Schülerin Gertrudis (Malerin und Kupferstecherin, um 1750–1793) übersiedelte er 1781 nach London. Andere Quellen berichten von einer Umsiedlung der Familie Metz nach London im Jahre 1771. Beine Kinder sollen im Zeitraum von 1772 bis 1794 an Ausstellungen in London teilgenommen haben. Nach Metz’ Vorzeichnungen stachen Nicolaus Mettel und Peter Wyon großformatige Ansichten der rheinischen und westfälischen Schlösser des Kurfürsten Clemens August.

## Kunstmarkt
Blumenstillleben von  Johann Martin Metz erreichen auf dem Kunstmarkt Preise im vier- bis fünfstelligen Bereich Euro.